# Batalha de Halbe
A Batalha de Halbe (em alemão:  Kessel von Halbe, em russo:  Хальбский "котел", Caldeirão de Halbe), que ocorreu de 24 de abril a 1 de maio de 1945, foi um confronto travado entre o Exército Alemão (Wehrmacht) e o Exército Soviético, no contexto da Segunda Guerra Mundial. Sob comando do coronel-general Theodor Busse, o 9º Exército alemão foi quase que completamente destruído numa batalha ligada à luta por Berlim.
O 9º Exército ficou preso em um bolsão na floresta às margens do rio Spree na região a sudeste de Berlim ao tentar fugir para o oeste através do vilarejo de Halbe para se juntar ao 12º Exército (Alemanha) comandado pelo General Walther Wenck que fugia para o oeste e pretendia se render aos Aliados Ocidentais.
Para fazer isso, o 9º Exército teve que lutar para quebrar o cerco das tropas soviéticas sob o comando do marechal Ivan Konev, enquanto soldados do marechal Gueorgui Júkov atacavam a retaguarda alemã a nordeste.
Depois de pesados combates, cerca de 30 000 soldados alemães — um terço do exército preso no bolsão — conseguiu quebrar o cerco e se juntar ao 12º Exército atrás das linhas. O restante da tropa foi morta ou capturada pelos soviéticos.